# Jennifer Lopez
Pour les articles homonymes, voir Lopez.
Jennifer Lopez (née le 24 juillet 1969 à New York) est une actrice, chanteuse, productrice, danseuse et femme d'affaires américaine.
En 1986, elle joue dans le film My Little Girl et gagne ensuite en notoriété comme danseuse Fly Girl sur In Living Color en 1991. Dans les années 1990, elle reçoit son premier grand rôle dans deux longs-métrages : le drame musical Selena et le film d'aventures Anaconda, le prédateur, qui sortent tous deux en 1997. Elle publie par la suite son premier album studio, On the 6.
L'année 1998 la voit dirigée par deux grands cinéastes : Oliver Stone pour le thriller U-Turn et Steven Soderbergh pour la comédie noire Hors d'atteinte. L'actrice fait aussi confiance à Tarsem Singh : The Cell est un thriller fantastique et expérimental sorti en 2000.
Avec la sortie de son deuxième album studio J.Lo, et de la comédie romantique hollywoodienne Un mariage trop parfait en 2001, Jennifer Lopez devient la première artiste à posséder un album et un film classés à la première place la même semaine. Son album de 2002, J to tha L–O! The Remixes, devient le premier album de remix de l'histoire à atteindre la première place du classement Billboard 200, tandis que son cinquième album : Como ama una mujer (2007), se classe comme le plus rentable des albums en espagnol aux États-Unis. Avec plus de 75 millions d'albums vendus et des revenus filmographiques estimés à trois milliards de dollars, Jennifer Lopez est considérée comme la plus influente et la mieux payée des artistes latino-américaines. En mai 2012, Jennifer Lopez est élue personnalité la plus influente du monde selon Forbes. Le 20 juin 2013, elle est récompensée pour sa carrière et reçoit la 2500e étoile du Hollywood Walk of Fame.
En 2014, sa fortune est estimée à environ quatre cents millions de dollars.
Comme actrice, elle alterne femmes d'action - Angel Eyes (2001), Plus jamais (2002), Parker (2013), Lila and Eve (2015) puis la série policière Shades of Blue (2016-2018) - et héroïnes romantiques issues de milieux pauvres : Coup de foudre à Manhattan (2003), Amours troubles (2003), Père et Fille (2004), Shall We Dance? (2004), Sa mère ou moi ! (2005), El Cantante (2007), Le Plan B (2010), Seconde chance (2018) et Queens (2019).

## Biographie

### Jeunesse et débuts (1969–1996)
Jennifer Lynn Lopez, est née le 24 juillet 1969 à Castle Hill, un secteur du Bronx, à New York (États-Unis),. Elle est fille de parents portoricains. Sa mère est une enseignante de maternelle, et son père David Lopez, un spécialiste en informatique, tous deux nés à Ponce, Porto Rico. Jennifer Lopez a deux sœurs, Lynda et Leslie. Elle fait ses études dans des écoles catholiques, notamment dans l'établissement Preston High School dans le Bronx. Issue d'une famille modeste, elle finance ses cours de chant et de danse elle-même dès l'âge de 10 ans. Après avoir étudié au Baruch College pendant un semestre, Jennifer partage son temps entre l'activité de clerc de notaire, des cours et des spectacles de danse dans des boîtes de nuit du quartier de Manhattan. Jennifer Lopez fut sans domicile fixe à dix-huit ans.
Jennifer Lopez obtient un petit rôle dans un film à petit budget, My Little Girl, réalisé par Connie Kaiserman, en 1987. Après des mois d'auditions pour des rôles de danse, Jennifer Lopez est sélectionnée comme danseuse pour divers vidéoclips de musique rap, un épisode de Yo! MTV Raps en 1990, et comme danseuse de secours pour les New Kids on the Block et la performance de leur chanson Games pour les American Music Awards en 1991. Elle obtient son premier grand rôle récurrent en tant que danseuse Fly Girl, sur le programme de télévision comique In Living Color (en) de 1991 à 1993. Peu de temps après, Jennifer Lopez devient danseuse professionnelle pour Janet Jackson et fait une apparition dans le vidéoclip de la chanson That's the Way Love Goes sorti en 1993. En 1991, elle apparait également dans le clip vidéo de la chanteuse britannique Samantha Fox Hurt me Hurt me (But The Pant Stay On) ; on la voit notamment danser à plusieurs reprises tout en chantant Hurt me Hurt me.

### SelenaetOn the 6(1997–2000)
En février 1997, Jennifer Lopez joue aux côtés de Jack Nicholson et Stephen Dorff dans le thriller néo-noir Blood and Wine. C'est un échec commercial ; le budget de $ 26 millions dépensé pour le thriller ne réussit qu'à engendrer un million au box-office. Malgré ça, le thriller est bien accueilli par la presse spécialisée. Jennifer Lopez joue la même année dans le film d'horreur Anaconda aux côtés de Ice Cube, Jon Voight, Eric Stoltz, Jonathan Hyde et Owen Wilson). Elle est nommée aux Saturn Awards pour ce rôle. Jennifer Lopez joue désormais la principale protagoniste Selena dans le film homonyme en mars de la même année. Jennifer Lopez subit d'ailleurs une intense audition lors du casting. Avec un budget de $ 20 millions, le film rapporte $35 millions. Après ses débuts dans Selena, Jennifer Lopez, se sentant « à l'aise avec ses racines latines », enregistre une démo musicale en espagnol. Le manager de Jennifer Lopez envoie la démo, intitulée Vivir Sin Ti, à Sony Music Entertainment, qui s'intéresse immédiatement à la chanteuse. Tommy Mottola, à la tête du label, désire lui faire chanter la démo en anglais.
Le premier album de Jennifer Lopez, On the 6 est une référence à la ligne 6 du métro qu'elle prenait pour rejoindre Castle Hill. L'album est publié le 1er juin 1999, et atteint le top dix du Billboard 200. L'album contient le premier numéro de la chanteuse au Billboard Hot 100, le premier single If You Had My Love, ainsi que le top dix Waiting for Tonight. L'album inclut également une piste en espagnol, un duo à la saveur latine, No Me Ames avec Marc Anthony. Bien que No Me Ames n'ait jamais été commercialisé, il atteint la première place du classement US Hot Latin Tracks aux États-Unis. On the 6 comporte des duos avec des artistes tels que Big Pun et Fat Joe sur le titre Feelin' So Good, qui remporte un succès modéré au sein du Billboard Hot 100. Let's Get Loud, dernier single de l'album, est nommé aux Grammy Awards dans la catégorie « Meilleure chanson dance » en 2001. Waiting for Tonight est nommé dans la même catégorie l'année précédente. No Me Ames reçoit deux nominations aux Latin Grammy Awards en 2000 dans les catégories « Meilleur duo/groupe pop vocal » et « Meilleur vidéoclip ».

### DeJ.LoàThis Is Me... Then(2001–2003)
Le second album de Jennifer Lopez, J.Lo, parait le 23 janvier 2001, et débute à la première place du Billboard 200. Cet album prend une orientation musicale davantage urbaine par rapport au film Un mariage trop parfait, dans lequel Jennifer Lopez interprète Mary, une jeune femme organisant des cérémonies de mariage, qui tombe amoureuse d'un homme dont elle organise le mariage sans le savoir. Elle devient la première chanteuse-actrice à avoir un album et un film numéro un la même semaine. Le premier single de l'opus, Love Don't Cost a Thing, est son premier single numéro un au Royaume-Uni, et est classé top cinq aux États-Unis. Ce single est suivi de Play, qui sera classé 20e du Billboard Hot 100, et troisième au Royaume-Uni. Les deux singles suivant sont I'm Real et Ain't It Funny qui ont rapidement grimpé dans les charts. Sur cette lignée, Jennifer Lopez demande au label The Inc. Records (alors connu sous le nom de 'urder Inc.) de remixer les deux chansons, avec les artistes Ja Rule (I'm Real et Ain't It Funny) et Caddillac Tah (sur Ain't It Funny). Les deux remixes atteignent la première place du Billboard Hot 100 pendant plusieurs semaines. La chanteuse réédite J. Lo à l'occasion de son trente-deuxième anniversaire avec le remix de I'm Real en tant que bonus. Par ailleurs, Si Ya Se Acabó sort en Espagne, en raison de la réussite Que Ironia (version espagnole de Ain't It Funny). En 2001, Jennifer Lopez lance une tournée promotionnelle, le Let's Get Loud 'Live in Puerto Rico' Concert, qui sortira sous format DVD en 2003.
À la suite du succès de la réédition de J. Lo, Jennifer Lopez décide de consacrer un album entier à des remixes. J To Tha L-O! The Remixes sort le 5 février 2002,. Cet album débute à la première place du Billboard 200, devenant le premier album de remixes de l'histoire à débuter au sommet du classement. J To Tha L-O! The Remixes contient des duos avec P. Diddy, Fat Joe et Nas, et de rares remixes dance et hip-hop de précédents singles. L'album est le cinquième de remixes le plus vendu de l'histoire. En mai 2002, Jennifer Lopez joue dans le thriller Plus jamais, incarnant une femme nommée Slim tentant de fuir son époux abusif. Le film remporte 52 millions de dollars au box-office, et est bien accueilli par la presse spécialisée. Pour le tournage de Plus jamais, Jennifer Lopez devait s'entraîner très dur afin de maitriser le Krav-maga, mais elle fait, malgré sa popularité grandissante à cette période, une crise de nerfs. Jennifer Lopez se remémore cette période qu'elle qualifie de « bizarre », et refuse toute assistance thérapeutique ou médicamenteuse. Elle admet en ces termes : « Je ressentais des choses – je ne voulais pas bouger, je ne voulais parler à personne, je ne voulais rien faire. » En septembre, Jennifer Lopez crée son premier parfum, Glow by JLo, qui est un véritable succès.
Le mois suivant ses fiançailles avec l'acteur Ben Affleck, Jennifer Lopez fait paraître son troisième album studio This Is Me... Then le 26 novembre 2002. Il atteint la deuxième place du Billboard 200 et engendre les principaux singles Jenny from the Block avec Jadakiss et Styles P., et All I Have avec LL Cool J. L'album inclut principalement des chansons d'amour, et se vend à 2,5 millions d'exemplaires aux États-Unis. Il inclut également une reprise de Carly Simon, You Belong to Me. Le clip du titre I'm Glad recrée des scènes du film Flashdance, entraînant à un procès pour violation de droit d'auteur, qui est ensuite rejeté.

### Des films àBrave(2004–2009)

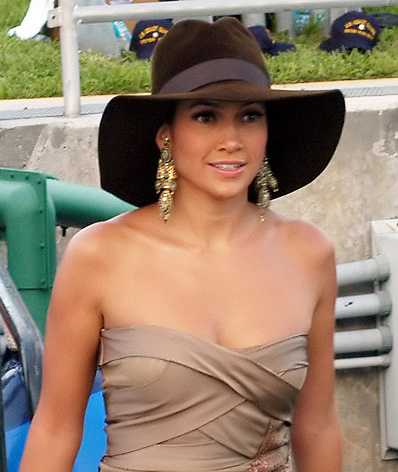
Jennifer Lopez, en 2004.

En mars 2004, Jennifer Lopez joue un petit rôle dans le film Père et Fille, avec Ben Affleck. Son personnage, Gertrude Steiney, meurt lors de la mise au monde de son enfant pendant les quinze premières minutes du film. Avec un budget de trente-cinq millions de dollars, le film est un échec commercial, engendrant un total d'à peine trente-six millions de dollars au box-office. Le film, cependant, est généralement bien accueilli par la presse spécialisée, bien que considéré comme un « cliché de film à l'eau de rose ». En octobre, Jennifer Lopez joue aux côtés de Richard Gere dans le drame Shall We Dance?, un remake du film japonais homonyme de 1996. Avec un budget de cinquante millions de dollars, le film rapporte un total de 170 millions de dollars dans le monde. Il est bien accueilli par la presse spécialisée. Toujours en 2004, Jennifer Lopez se lie d'amitié avec une petite patiente âgée de onze ans atteint d'un cancer, Paige Patterson. La petite fille décède au lendemain de la remise d'une récompense à Jennifer Lopez en novembre 2004. Après une année loin de la scène musicale, Jennifer Lopez sort son quatrième album studio, Rebirth, le 1er mars 2005 qu'elle dédie à Patterson. Bien que débutant au sommet du Billboard 200, l'album chute rapidement dans le classement. Le premier single Get Right atteint le top quinze aux États-Unis, et devient son deuxième single certifié disque de platine (après If You Had My Love). Get Right est un succès au Royaume-Uni, devenant son deuxième single numéro un dans ce pays. Le second single, Hold You Down, en duo avec Fat Joe, se classe soixante-quatrième aux États-Unis, sixième au Royaume-Uni et est top vingt en Australie. Une autre chanson, Cherry Pie, est sortie fin 2005, mais les projets de vidéo sont annulés. Il est envoyé aux radios en Espagne. Rebirth est certifié disque de platine aux États-Unis par la RIAA. Jennifer Lopez participe ensuite à un duo avec LL Cool J sur Control Myself, sorti en single le 1er février 2006. Il atteint la quatrième place du Billboard Hot 100 et la seconde aux top singles britanniques. Il s'agit du premier top dix de Jennifer Lopez aux États-Unis depuis trois ans. Rebirth a plus de succès au Royaume-Uni, où la plupart de ses singles atteignent le top cinq.
Jennifer Lopez fait officiellement paraître son premier album complètement chanté en espagnol, Como ama una mujer, en mars 2007. C'est son mari, le chanteur Marc Anthony, qui produit l'album. L'album atteint la dixième place du Billboard 200, et se classe numéro un aux US Top Latin Albums pendant quatre semaines consécutives. Le premier single, Qué hiciste est officiellement diffusé par les stations de radio en janvier 2007, et culmine au top 10 des charts européens. La vidéo de la chanson est la première en langue espagnole classée première au MTV Total Request Live, classement des vidéos les plus plébiscitées par les téléspectateurs. Jennifer Lopez remporte un American Music Award en tant qu'artiste latine favorite en 2007. Avec Como Ama una Mujer, Jennifer Lopez est l'une des rares artistes à débuter au top 10 du Billboard 200 avec un album en espagnol. En juillet 2007, Jennifer Lopez et son époux Marc Anthony annoncent une tournée commune qui débute le 29 septembre dans le New Jersey, aux États-Unis. La tournée remporte approximativement 60 millions, dont un dollar par ticket est donné à Run for Something Better — une organisation à but non lucratif encourageant les programmes de remise en forme chez les enfants,. Jennifer Lopez sort son cinquième album studio en anglais (sixième album studio globale), intitulé Brave, le 9 octobre 2007, six mois après la sortie de Como Ama una Mujer ; il s'agit néanmoins du premier album le moins rentable.

### Love?etDance Again World Tour(2011–2012)
Depuis sa grossesse en 2007, Jennifer Lopez entame l'écriture de son septième album studio, Love?. Sa sortie était prévue pour l'été 2010, et l'opus devrait comporter des productions de Danja, Jim Jonsin, Darkchild, Tricky Stewart, The-Dream ou encore The Neptunes en autres. Une chanson intitulée Fresh Out the Oven en duo avec Pitbull est mise en ligne en octobre 2009, mais sa maison de disques déclare qu'il s'agissait simplement d'un single promotionnel. Il atteint tout de même la première place du Hot Dance Club Songs. Le premier single officiel de ce projet était à l'origine Louboutins qui fait ses débuts à la radio le 23 novembre 2009, après sa première mondiale et la performance de Jennifer Lopez lors de l'ouverture des American Music Awards en 2009. La chanson réussit à entrer uniquement que dans le Hot Dance Club Play Chart six semaines après sa sortie et à atteindre la première place. À la fin février 2010, la séparation de Jennifer Lopez et Epic Records est confirmée. Le manager de Jennifer Lopez, Benny Medina, confirme cette nouvelle en déclarant : « Jennifer a eu une merveilleuse relation avec le groupe Sony et ils ont partagé de nombreux succès ensemble, mais le moment est venu de prendre une autre direction afin de servir au mieux le sens de sa carrière en tant qu'actrice et chanteuse, elle est reconnaissante et apprécie tout le monde chez Sony, pour tout ce qu'ils ont accompli ensemble. » Plus tard, Jennifer Lopez déclare à la presse qu'elle avait déjà terminé ses obligations contractuelles avec Sony Music Entertainment et Epic Records, et avoir décidé qu'il était préférable de mettre fin au partenariat à l'amiable. Elle ajoute avoir trouvé un nouveau label pour son album Love?, prévu pour l'été 2010. Le 19 février 2010, Jennifer était une invitée spéciale au Festival de Sanremo 2010, où elle a chanté la chanson (What Is) Love? et quelques-unes de ses plus grandes réalisations. Peu de temps après, dès le 19 mars 2010, Jennifer Lopez signe avec Def Jam, et travaille sur du nouveau matériel pour Love? avec RedZone Entertainment (Harrell Kuk, The-Dream et Tricky Stewart). Elle interprète également le rôle principal dans le film Le Plan B, puis est annoncée comme jury des prochaines saisons de American Idol.
Début 2011, le retour de la chanteuse s'amorce sur le plateau de l’émission de télévision américaine Most Fascinating People of 2010 de Barbara Walters sur la chaîne ABC. Dans cette émission, Lopez dévoile la pochette de Love?. L'album, paru le 3 mai 2011, se classe 5e des classements américains avec seulement 83 000 exemplaires écoulés, 6e au Royaume-Uni (avec plus de 15 000 ventes), et 7e en France, entre autres. En fin d'exploitation, les ventes de l'album sont estimées à 318 000 exemplaires aux États-Unis, et à 1 063 500 dans le monde. Le premier extrait de cet opus, produit par RedOne, et en duo avec le rappeur Pitbull, s'intitule On the Floor. Le morceau reprend la célèbre Lambada. À sa sortie sur iTunes en février 2011, il devient le cinquième titre le plus vendu dans le monde sur la plateforme de téléchargement en une journée. Le titre devient également un succès mondial, et atteint la première place des classements musicaux de nombreux pays. Aux États-Unis, On the Floor atteint la cinquième place du US Singles Top 100,, et la troisième place du Billboard Hot 100, soit son premier top 10 dans le pays depuis All I Have en 2003. Une version espagnole du morceau intitulée Ven a Bailar (On the Floor) est parue en single et figure sur l'édition deluxe de Love?. Le vidéoclip de On the Floor est dévoilé le 3 mars 2011, et remporte un franc succès sur YouTube. Le deuxième single de l'album s'intitule I'm Into You, et bénéficie de la participation du chanteur Lil Wayne. Le titre, paru le 1er avril 2011 sur iTunes, se veut davantage urban, par rapport à On the Floor et ses sonorités pop et dance. Le clip de la chanson, tourné au Mexique, est mis en ligne le 2 mai 2011.
Papi, un titre aux sonorités dance, est le troisième single issu de Love?. Un clip, tourné à Los Angeles, est diffusé le 19 septembre 2011. Des images de ce dernier sont reprises dans une publicité pour la Fiat 500,. Papi remporte un accueil plutôt mitigé dans le monde. En janvier 2012, Lopez annonce l'enregistrement de nouveaux titres en collaboration avec le producteur Antonio « L.A. » Reid pour la promotion de son premier best-of prévu courant 2012 ; le single Dance Again, en collaboration avec le rappeur Pitbull sort en avril 2012, elle collabore également sur Drinks for You (Ladies Anthem) issus de l'album Global Warming du rappeur. Le Dance Again World Tour, annoncé en avril 2012, est la toute première tournée mondiale de Jennifer Lopez qui a débuté le 14 juin 2012, et durant laquelle elle partage la scène avec le chanteur Enrique Iglesias aux États-Unis.

### A.K.A.(2013–2014)

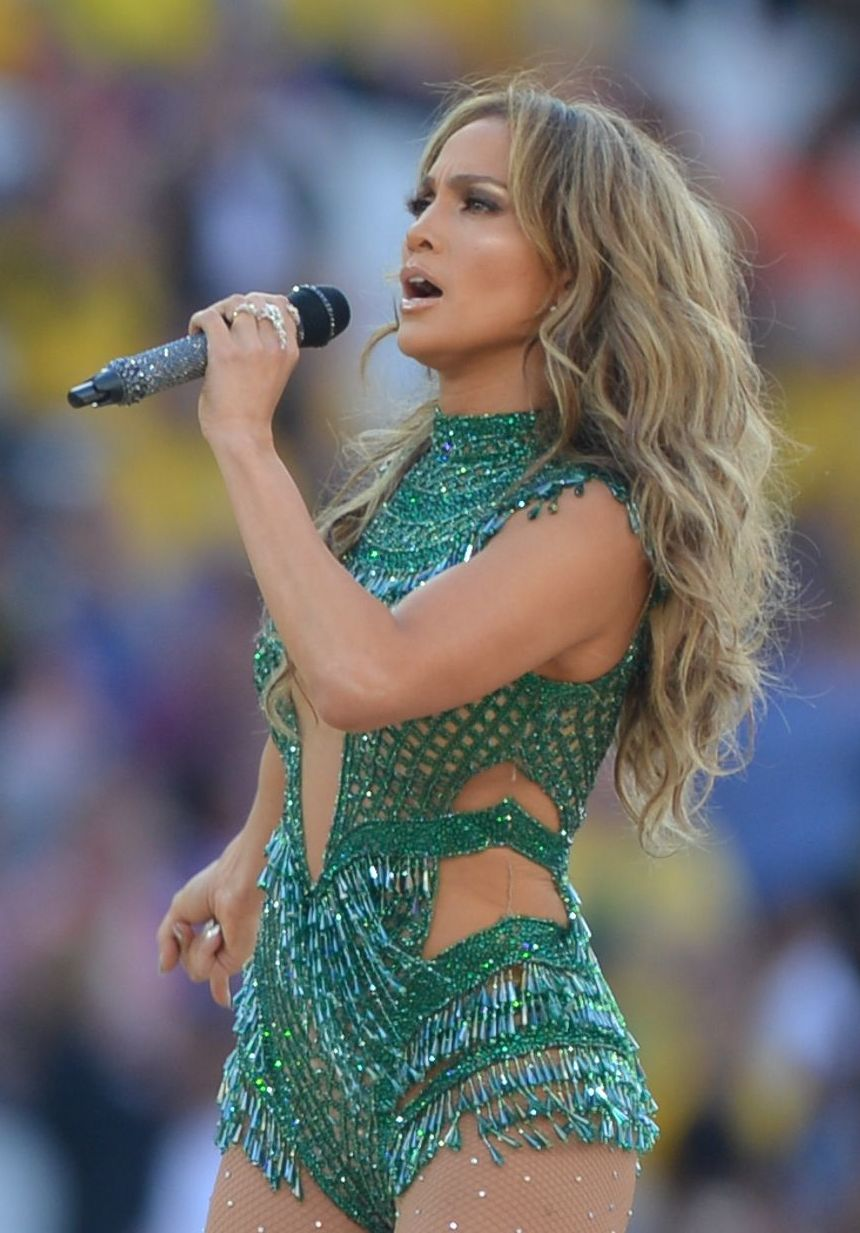
Jennifer Lopez lors de la cérémonie d'ouverture de la Coupe du monde de football 2014, au Brésil.

Le 29 janvier 2013, le ténor Andrea Bocelli sort l'opus intitulé Passione, qui contient le titre Quizas, Quizas, Quizas en duo avec Jennifer Lopez. Entretemps, elle apparaît également dans le vidéo clip Becky From The Block de la chanteuse Becky G, reprenant le morceau Jenny from the Block de Jennifer Lopez. Le 8 mai 2013, elle sort le single Live It Up où elle retrouve à nouveau Pitbull. Le single, qui rencontre un succès modéré, est annoncé comme le premier single officiel de son nouvel album, mais est finalement retiré. La même année, elle signe comme producteur exécutif dans la série The Fosters. En 2014, elle est invitée sur le single Adrenalina en compagnie de Ricky Martin, extrait de l'opus Regreso Del Sobreviviente, du rappeur Wisin. Le 17 mars 2014, Enrique Iglesias fait paraître l'album Sex and Love, contenant le titre Physical en duo avec Jennifer Lopez. Elle collabore également avec Pitbull et la chanteuse brésilienne Cláudia Leitte pour enregistrer We Are One (Ole Ola), l'hymne officiel de la Coupe du monde de football 2014, qui sort en avril. Le titre est un succès dans de nombreux pays.
Jennifer Lopez dévoile, début 2014, le titre et le clip du titre Same Girl, écrit par Chris Brown, puis le morceau Girls en featuring avec Tyga, produit par DJ Mustard ; les chansons sont urbaines, et annonciatrices de son nouvel album mais ne sont pas des titres exploités. En mars 2014, Jennifer Lopez annonce le premier single de son nouvel album, I Luh Ya Papi, un morceau urbain en duo avec French Montana, plutôt bien accueilli par la presse spécialisée américaine. La vidéo de ce morceau suscite également des commentaires positifs, le clip est humoristique et « affronte » le sexisme de l'industrie musicale. Le single est promu avec une performance sur la treizième saison d'American Idol, émission dans laquelle est juge. Mais le titre ne parvient pas à grimper dans les classements. Le 1er mai 2014, Jennifer Lopez fait paraître le titre First Love, produit par Max Martin, deuxième single extrait de son nouvel album. L'album A.K.A sort en juin 2014. Il est défendu par un troisième single, Booty, en featuring avec Pitbull sur l'album mais remixé par la rappeuse Iggy Azalea. Grâce à son clip sulfureux, il devient le premier single de l'album à atteindre le top 20 aux États-Unis. Cependant, l'album signe le pire démarrage de sa carrière dans les classements et devient ainsi son album le moins vendu. Fin 2014, elle livre son intimité dans son autobiographie True Love, ainsi que dans un documentaire-concert Dance Again diffusé pendant la soirée du nouvel an. Le même soir, elle assure un concert privé au Caesars Palace.

### Shades of Blue(2015–2021)
Jennifer Lopez est à l'affiche du film Un voisin trop parfait sorti le 23 janvier 2015 et du film indépendant Lila and Eve qui est présenté en première au festival du film de Sundance de 2015. Elle prête également sa voix aux côtés de Steve Martin et Rihanna dans le film d'animation En route ! sorti le 27 mars 2015 et chante sur la bande originale Feel The Light . En juin, elle est sur Back It Up de Prince Royce avec le rappeur Pitbull. Elle chante également en duo avec le chanteur Álvaro Soler sur le tube El mismo sol, ainsi qu'avec Jason Derulo sur le titre Try Me.
Le 22 novembre 2015, Jennifer Lopez est l'animatrice de la cérémonie des American Music Awards et ouvre la cérémonie avec sa chanson Waiting for Tonight suivi d'une performance de danse sur les différentes chansons phares de l'année 2015. Elle reviendra également dans son rôle de jury dans la dernière saison de American Idol. Elle joue et produit en 2016 une série policière intitulée Shades of Blue diffusée sur la chaîne NBC et qui sera ensuite renouvelée pour une seconde saison. Jennifer Lopez est en résidence à Las Vegas pour un spectacle de 40 concerts intitulé All I Have qui a commencé le 20 janvier 2016 et qui s'arrêtera le 17 décembre. Les 10 premiers concerts de Jennifer Lopez à Vegas ont été acclamés par la critique, ils se sont déroulés à guichets fermés et ont rapporté plus de 8 millions de dollars à la chanteuse . La résidence sera renouvelée en 2017 pour également 40 concerts.
Le 7 avril 2016, Jennifer Lopez sort Ain't Your Mama premier single extrait de son album à venir, la chanson parle de la place qu'occupent les femmes dans la société. Le single est promu avec une performance lors de finale de la quinzième et dernière saison d'American Idol. Le 5 juillet 2017, elle sort son nouveau single Ni Tu Ni Yo, premier single d'un nouvel album en espagnol, Por primera vez, qui sortira dans les bacs le 29 septembre 2017.
En février 2018, la chaîne Freeform annonce la fin de la série produite par Lopez, The Fosters, au terme de sa 5e saison et son 104e épisode. Ayant été l'un des plus gros succès de la chaîne, un spin-off est commandé.
Il reprend à l'endroit où s'est arrêtée la série mère en suivant les deux filles adoptives de la famille Adams-Foster poursuivant leurs études à Los Angeles dans un logement communautaire. Good Trouble est diffusé depuis 2019, toujours sur la même chaîne et Lopez reprend son rôle de productrice exécutive.
Le 25 septembre 2020 elle dévoile 2 nouveaux single avec Maluma, Pa'Ti et Lonely.

### Focus sur le cinéma etThis Is Me... Now(depuis 2022)
Jennifer Lopez fait une apparition dans l'épisode She's a Super Tease de la quatorzième saison de RuPaul's Drag Race, diffusé le 28 janvier 2022. Elle coproduit et joue aux côtés d'Owen Wilson et Maluma dans la comédie romantique Marry Me, sortie en février 2022. Le film rapporte plus de 50 millions de dollars au box-office et devient le film le plus regardé en streaming sur Peacock le jour de sa sortie, recevant au passage des critiques mitigées. Lopez sort également une bande originale du film, en collaboration avec Maluma, qui comprend les singles On My Way et Marry Me. En mars 2022, Lopez est nommée directrice « divertissement et style de vie » de la compagnie de croisière Virgin Voyages. Son projet suivant était le documentaire Jennifer Lopez: Halftime, qui se concentre sur sa vie après la sortie de Hustlers et en préparation de sa performance au Super Bowl. Sorti sur Netflix en juin 2022 après sa première au Tribeca Film Festival, il reçoit des critiques généralement positives de la part des critiques de cinéma.
Le neuvième album studio de Lopez, This Is Me... Now, suite de This Is Me... Then (2002), sort chez Nuyorican et BMG le 16 février 2024. L'album faisait partie d'un « projet multimédia en trois parties » qui comprenait un film musical complémentaire, This Is Me... Now: A Love Story réalisé par Dave Meyers, et un documentaire, The Greatest Love Story Never Told, tous deux diffusés sur Prime Video. Jennifer Lopez incarne une version fictive d'elle-même dans A Love Story, décrit comme une « comédie romantique musicale autobiographique mêlant action et science-fiction ». Après le retrait de partenaires potentiels, Lopez finance elle-même le film à hauteur de 20 millions de dollars avant son rachat par Amazon. Can't Get Enough sort en tant que premier single de l'album, suivi de Rebound en featuring avec le rappeur Anuel AA.
En avril 2025, elle annonce la tournée Up All Night Tour, qui débute le 8 juillet. Le 24 juillet 2025, jour de son 56e anniversaire, Lopez sort le single Birthday,.

## Vie personnelle

### Relations amoureuses

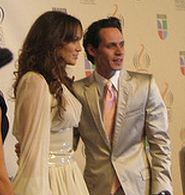
Jennifer Lopez en compagnie de son mari d'alors Marc Anthony, en 2007.

De février 1997 à janvier 1998, elle est mariée à Noa, un serveur cubain, avant d'être en couple avec le rappeur, Sean Combs, d'août 1999 à février 2001. Peu après leur rupture, Jennifer Lopez commence à fréquenter Cris Judd, un chorégraphe, qu'elle épouse le 29 septembre 2001, au bout de sept mois de relation mais après s'être séparés en mai 2002, ils divorcent en janvier 2003.
En juillet 2002, elle entame une relation avec l'acteur Ben Affleck, avec qui elle se fiance trois mois plus tard. Ils se séparent en janvier 2004. Le mois suivant, elle commence à fréquenter l'acteur et chanteur, Marc Anthony, qu'elle épouse le 5 juin 2004. Le 22 février 2008, elle donne naissance à des jumeaux, un garçon et une fille. En juillet 2011, le couple annonce sa séparation au bout de sept ans de vie commune et de mariage. Après avoir demandé le divorce en avril de l'année suivante, leur divorce est prononcé deux ans plus tard en juin 2014.
En 2011, elle est en couple avec le danseur Casper Smart qui joue d'ailleurs dans le clip Dance Again l'année suivante et qui apparaîtra dans un petit rôle dans la série Shades of Blue produite par Jennifer Lopez elle-même. D'après plusieurs rumeurs, ils se séparent en août 2016 en raison d'une tromperie de ce dernier,.
Fin décembre 2016, elle a eu une brève liaison avec le chanteur Drake. La relation s'est finie début février 2017. Depuis le début de l'année 2017, elle est en couple avec le joueur de baseball Alex Rodriguez, qui a confirmé leur relation sur le plateau de l'émission The View. Ils se sont fiancés début mars 2019. Ils se séparent en mars 2021 selon les médias, une séparation démentie quelques heures plus tard par le couple d'après un communiqué.
Elle est de nouveau en couple avec Ben Affleck de 2022 à 2025. Ils se marient le samedi 16 juillet 2022, à Las Vegas. La cérémonie officielle a lieu en Géorgie, dans la résidence privée de l'acteur, le 20 août 2022. Le 20 août 2024, jour de leur deuxième année de mariage, Jennifer Lopez demande le divorce ; elle précise alors qu'ils sont séparés depuis le 26 avril. Le divorce est finalisé en février 2025 .

## Affaires judiciaires
Dans la nuit du 27 décembre 1999, Jennifer Lopez, Sean Combs (connu sous le pseudonyme P.Diddy) et le rappeur Shyne ont été arrêtés et accusés de possession criminelle d'une arme et de possession de biens volés, après avoir quitté les lieux d'une fusillade dans une boîte de nuit de Times Square. Les charges contre Jennifer Lopez ont été abandonnées en une heure. Tandis que Sean Combs a été acquitté de toutes les accusations lors du procès en mars 2001. Shyne a été condamné à dix ans de prison.

## Filmographie

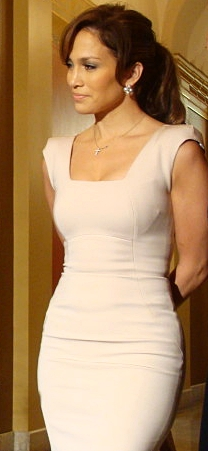
Jennifer Lopez, en 2009.

### Cinéma
- 1986 : My Little Girl de Connie Kaiserman : Myra
- 1995 : My Family de Gregory Nava : jeune Maria
- 1996 : Money Train de Joseph Ruben : Grace Santiago
- 1996 : Jack de Francis Ford Coppola : Miss Marquez
- 1997 : Blood and Wine de Bob Rafelson : Gabriela « Gabby »
- 1997 : Anaconda, le prédateur (Anaconda) de Luis Llosa : Terri Flores
- 1997 : Selena de Gregory Nava : Selena Quintanilla-Perez
- 1997 : U-Turn d'Oliver Stone : Grace McKenna
- 1998 : Fourmiz d'Eric Darnell et Tim Johnson : Azteca (voix originale)
- 1998 : Hors d'atteinte (Out of Sight) de Steven Soderbergh : Karen Sisco
- 2000 : The Cell de Tarsem Singh : Catherine Deane
- 2001 : Un mariage trop parfait (The Wedding Planner) d'Adam Shankman : Mary Fiore
- 2001 : Angel Eyes de Luis Mandoki : Sharon Pogue
- 2002 : Plus jamais (Enough) de Michael Apted : Slim Hiller
- 2003 : Coup de foudre à Manhattan (Maid in Manhattan) de Wayne Wang : Marisa Ventura
- 2003 : Amours troubles (Gigli) de Martin Brest : Ricki
- 2003 : Selena: Greatest Hits d'Abraham Quintanilla Jr. (vidéo) : Selena (segment Siempre Hace Frio)
- 2004 : Père et Fille (Jersey Girl) de Kevin Smith : Gertrude Steiney
- 2004 : Shall We Dance? de Peter Chelsom : Paulina
- 2005 : Sa mère ou moi ! (Monster-in-Law) de Robert Luketic : Charlotte « Charlie » Cantilini
- 2005 : Une vie inachevée (An Unfinished Life) de Lasse Hallström : Jean Gilkyson
- 2007 : Les Oubliées de Juarez (Bordertown) de Gregory Nava : Lauren Fredericks
- 2007 : El Cantante de Leon Ichaso : Puchi
- 2010 : Le Plan B (The Back-up Plan) d'Alan Poul : Zoe
- 2011 : Scrat's Continental Crack-Up: Part 2 de Mike Thurmeier et Steve Martino : Shira (voix)
- 2012 : Ce qui vous attend si vous attendez un enfant (What to Expect When You're Expecting) de Kirk Jones : Holly
- 2012 : L'Âge de glace 4 (Ice Age: Continental Drift) de Mike Thurmeier et Steve Martino : Shira (voix originale)
- 2013 : Parker de Taylor Hackford : Leslie Rodgers
- 2015 : Un voisin trop parfait de Rob Cohen : Claire Peterson
- 2015 : Lila and Eve de Charles Stone III : Eve Rafael
- 2015 : En route ! (Home) de Tim Johnson : La mère de Tip (voix originale)
- 2016 : L'Âge de glace : Les Lois de l'Univers : Shira (voix originale)
- 2018 : Seconde chance (Second act) de Peter Segal : Maya
- 2019 : Queens (Hustlers) de Lorene Scafaria : Ramona
- 2019 : Wonder Boy, Olivier Rousteing, né sous X de Anissa Bonnefont : elle-même
- 2022 : Marry Me de Kat Coiro : Katalina Valdez
- 2022 : Shotgun Wedding de Jason Moore : Darcy Rivera
- 2023 : The Mother de Niki Caro : la mère
- 2024 : Atlas de Brad Peyton : Atlas Maru Shepherd
- 2024 : Inarrêtable de William Goldenberg : Judy Robles
- 2025 : Kiss of the Spider Woman de Bill Condon : Ingrid Luna / Aurora / The Spider Woman (également productrice)

### Télévision
- 1991-1993 : In Living Color (61 épisodes) : Fly Girl
- 1993-1994 : Mystères à Santa Rita (6 épisodes) : Melinda Lopez
- 1993 : Nurses on the Line: The Crash of Flight 7 : Rosie Romero
- 1994 : South Central (en) : Lucille (saison 1, épisodes 1 à 4)
- 1994 : Hôtel Malibu (6 épisodes) : Melinda Lopez
- 2004 : Will et Grace : elle-même (saison 6, épisode 23 : Viva Las Vegas puis saison 7, épisode 1 : Un dernier tour de piste)
- 2010 : How I Met Your Mother (saison 5, épisode 17 : L'Art de la séduction) : Anita Appleby
- 2016-2018 : Shades of Blue : Harlee Santos (36 épisodes)
- 2018 : Will et Grace : elle-même (saison 9, épisode 13)
- 2020 : Thanks a Million : elle-même (saison 1)

## Discographie

### Albums studio
- 1999 : On The 6
- 2001 : J.Lo
- 2002 : This Is Me... Then
- 2005 : Rebirth
- 2007 : Como ama una mujer
- 2007 : Brave
- 2011 : Love?
- 2014 : A.K.A.
- 2024 : This Is Me... Now

## Tournées
- 2001 : Let's Get Loud
- 2007 : Jennifer Lopez and Marc Anthony en Concierto
- 2012 : Enrique Iglesias and Jennifer Lopez Tour
- 2012 : Dance Again World Tour
- 2016 : All I Have
- 2019 : It's My Party
- 2025 : Up All Night Tour

## Ouvrage
- 2014 : True Love

## Spectacles de résidence
- 2016-2018 : All I Have

## Voix francophones
En France, Annie Milon, est la voix française régulière de Jennifer Lopez. Déborah Perret et Ethel Houbiers l'ont doublée en parallèle à sept et six reprises. 
Au Québec, Hélène Mondoux est la voix québécoise régulière de l'actrice.

## Distinctions

### Récompenses
- 1998 : ALMA Awards de la meilleure actrice dans un film d'aventure pour Anaconda, le prédateur (Anaconda) (1997) et dans un drame biographique pour Selena (1997).
- Imagen Foundation Awards 1998 : Lauréate du Prix Lasting Image dans un drame biographique pour Selena (1997).
- 1998 : Lone Star Film and Television Awards de la meilleure actrice dans un drame biographique pour Selena (1997).
- 1999 : ALMA Awards de la meilleure actrice dans une comédie dramatique pour Hors d'atteinte (Out of Sight) (1998).
- 1999 : Teen Choice Awards de la meilleure chanson de l'été pour If You Had My Love.
- 2000 : ALMA Awards de l'interprète musical exceptionnelle.
- 2000 : ALMA Awards de l'interprète préférée de l'année.
- 2000 : Kids' Choice Awards de lla nouvelle chanteuse de l'année.
- 2000 : MTV Europe Music Awards de la meilleure artiste R&B.
- 2000 : MTV Video Music Awards de la meilleure vidéo pour la chanson Waiting for Tonight.
- 2001 : ALMA Awards de l'interprète préférée de l'année.
- 2001 : BET Awards de la meilleure vidéo l'année partagée avec Ja Rule pour la chanson I'm Real.
- 2001 : Blockbuster Entertainment Awards de l'actrice préférée dans un drame de science-fiction pour The Cell (2001).
- 2001 : MTV Europe Music Awards de la meilleure artiste R&B.
- 2001 : MTV Movie Awards de la meilleure tenue dans un drame de science-fiction pour The Cell (2001).
- 2001 : The Stinkers Bad Movie Awards de l'accent le plus faux dans un drame romantique pour Angel Eyes (2001).
- 2001 : Teen Choice Awards de la meilleure chanson de l'été pour Play.
- 2001 : Teen Choice Awards de l'artiste la plus hot.
- 2002 : Bravo Otto de la meilleure actrice dans un drame de science-fiction pour The Cell (2001).
- 2002 : Kids' Choice Awards de la star féminine de film préférée dans une comédie romantique pour Un mariage trop parfait (The Wedding Planner) (2001).
- 2002 : MTV Europe Music Awards de la meilleure chanteuse.
- 2002 : MTV Video Music Awards de la meilleure vidéo pour la chanson I'm Real.
- 2002 : ShoWest Convention de la star féminine de l'année.
- 2002 : Yoga Awards de la pire actrice étrangère dans une comédie romantique pour Un mariage trop parfait (The Wedding Planner) (2001) et dans un drame romantique pour Angel Eyes (2001).
- 2002 : Teen Choice Awards de la meilleure vidéo pour la chanson I'm Real partagée avec Ja Rule et Caddillac Tah.
- 2003 : American Music Awards de l'interprète féminine Pop Rock préférée.
- 2003 : The Stinkers Bad Movie Awards de la pire actrice dans une comédie romantique pour Amours troubles (Gigli) (2003).
- 2003 : The Stinkers Bad Movie Awards du pire couple à l'écran partagée avec Ben Affleck dans une comédie romantique pour Amours troubles (Gigli) (2003).
- 2003 : The Stinkers Bad Movie Awards du pire accent dans une comédie romantique pour Amours troubles (Gigli) (2003).
- 2003 : Teen Choice Awards de l'icône fashion sur le tapis rouge.
- 2003 : Teen Choice Awards de l'artiste R&B/Hip-Hop.
- 24e cérémonie des Razzie Awards 2004 :
  - Pire actrice dans une comédie romantique pour Amours troubles (Gigli) (2003).
  - Pire couple à l'écran partagée avec Ben Affleck dans une comédie romantique pour Amours troubles (Gigli) (2003).
- Women in Film Crystal Awards 2006 : Lauréate du Trophée Crystal.
- 2007 : American Music Awards de l'interprète latino préférée.
- 2011 : American Music Awards de l'interprète latino préférée.
- 13e cérémonie des Teen Choice Awards 2011 : Personnalité TV pour American Idol.
- 14e cérémonie des Teen Choice Awards 2012 : Personnalité féminine TV pour American Idol.
- Billboard Music Awards 2014 : Lauréate du Trophée Icon.
- GLAAD Media Awards 2014 : Lauréate du Prix Vanguard dans une série télévisée dramatique pour The Fosters (2013-2018).
- 2015 : MTV Movie Awards de la meilleure interprétation J'ai trop la trouille dans un thriller horrifique pour Un voisin trop parfait (2015).
- 43e cérémonie des People's Choice Awards 2017 : Actrice policière dramatique préférée d'une série télévisée dramatique pour Shades of Blue (2016-2018).
- MTV Video Music Awards 2018 : Lauréate du Trophée pour Michael Jackson Video Vanguard.
- 2018 : MTV Video Music Awards de la meilleure collaboration pour Dinero partagée avec DJ Khaled et Cardi B.
- 2019 : Indiana Film Journalists Association Awards de la meilleure actrice dans un second rôle dans une comédie dramatique pour Queens (2019).
- Los Angeles Film Critics Association Awards 2019 : Meilleure actrice dans un second rôle dans une comédie dramatique pour Queens (2019).
- 2019 : Nevada Film Critics Society Awards de la meilleure actrice dans un second rôle dans une comédie dramatique pour Queens (2019).
- 2019 : New York Film Critics Online Awards de la meilleure actrice dans un second rôle dans une comédie dramatique pour Queens (2019).
- 2019 : Oklahoma Film Critics Circle Awards de la meilleure actrice dans un second rôle dans une comédie dramatique pour Queens (2019).
- 2019 : Online Association of Female Film Critics Awards de la meilleure actrice dans un second rôle dans une comédie dramatique pour Queens (2019).
- 2019 : San Francisco Film Critics Circle Awards de la meilleure actrice dans un second rôle dans une comédie dramatique pour Queens (2019).
- 2019 : Seattle Film Critics Awards de la meilleure actrice dans un second rôle dans une comédie dramatique pour Queens (2019).
- 2019 : Washington DC Area Film Critics Association Awards de la meilleure actrice dans un second rôle dans une comédie dramatique pour Queens (2019).
- 2020 : Austin Film Critics Association Awards de la meilleure actrice dans un second rôle dans une comédie dramatique pour Queens (2019).
- 2020 : GALECA: The Society of LGBTQ Entertainment Critics de la meilleure actrice dans un second rôle dans une comédie dramatique pour Queens (2019).
- 2020 : Hollywood Critics Association de la meilleure actrice dans un second rôle dans une comédie dramatique pour Queens (2019).
- 2020 : Latino Entertainment Journalists Association Film Awards de la meilleure performance pour une actrice dans un second rôle dans une comédie dramatique pour Queens (2019).
- Latino Entertainment Journalists Association Film Awards 2020 : Lauréate du Trophée Rita Moreno.
- 2020 : Online Film & Television Association Awards de la meilleure actrice dans un second rôle dans une comédie dramatique pour Queens (2019).
- 2020 : Online Film Critics Society Awards de la meilleure actrice dans un second rôle dans une comédie dramatique pour Queens (2019).
- Festival international du film de Palm Springs 2020 : Lauréate du Trophée Spotlight dans une comédie dramatique pour Queens (2019).
- Satellite Awards 2020 : Meilleur acteur dans un second rôle dans une comédie dramatique pour Queens (2019).
- 2020 : Yoga Awards de la pire actrice étrangère dans une comédie dramatique pour Queens (2019) et dans une comédie dramatique pour Seconde chance (Second act) (2018).

### Nominations
- 2019 : Chicago Film Critics Association Awards de la meilleure actrice dans un second rôle dans une comédie dramatique pour Queens (2019).
- 2019 : Florida Film Critics Circle Awards de la meilleure actrice dans un second rôle dans une comédie dramatique pour Queens (2019).
- Gotham Independent Film Awards, 2019 : Lauréate du Prix du Public dans une comédie dramatique pour Queens (2019) partagée avec Lorene Scafaria, Jessica Elbaum, Elaine Goldsmith-Thomas, Benny Medina, Will Ferrell et Adam McKay.
- 2019 : Gotham Independent Film Awards du meilleur film pour Queens (2019) partagée avec Lorene Scafaria,  Jessica Elbaum, Elaine Goldsmith-Thomas, Benny Medina, Will Ferrell et Adam McKay.
- 2019 : Hollywood Critics Association Awards de la meilleure actrice dans un second rôle dans une comédie dramatique pour Queens (2019).
- 2019 : Philadelphia Film Critics Circle Awards de la meilleure actrice dans un second rôle dans une comédie dramatique pour Queens (2019).
- 2019 : Phoenix Critics Circle Awards de la meilleure actrice dans un second rôle dans une comédie dramatique pour Queens (2019).
- 2019 : Vancouver Film Critics Circle Awards de la meilleure actrice dans un second rôle dans une comédie dramatique pour Queens (2019).
- 2019 : Women Film Critics Circle Awards du meilleur couple à l’écran partagée avec Constance Wu dans une comédie dramatique pour Queens (2019).
- 2020 : AARP Movies for Grownups Awards de la meilleure actrice dans un second rôle dans une comédie dramatique pour Queens (2019).
- 2020 : Alliance of Women Film Journalists Awards de la meilleure actrice dans un second rôle dans une comédie dramatique pour Queens (2019).
- 25e cérémonie des Critics' Choice Movie Awards 2020 : Meilleure actrice dans un second rôle dans une comédie dramatique pour Queens (2019).
- 2020 : Film Independent Spirit Awards de la meilleure actrice dans un second rôle dans une comédie dramatique pour Queens (2019).
- 77e cérémonie des Golden Globes 2020 : Meilleure actrice dans un second rôle dans une comédie dramatique pour Queens (2019).
- 2020 : London Critics Circle Film Awards de l’actrice de l’année dans un second rôle dans une comédie dramatique pour Queens (2019).
- 2020 : Music City Film Critics' Association Awards de la meilleure actrice dans un second rôle dans une comédie dramatique pour Queens (2019).
- 2020 : Online Film Critics Society Awards de la meilleure actrice dans un second rôle dans une comédie dramatique pour Queens (2019).
- 40e cérémonie des Razzie Awards 2020 : Razzie pour l’acteur/actrice qui réussit à se racheter une crédibilité dans une comédie dramatique pour Queens (2019).
- 2020 : Wall Street Journal : Innovatrice Pop Culture de l'année [137]